# Sultan Günal-Gezer
Sultan Günal-Gezer (Antakya Turkije, 1 de mayo de 1961) es una política neerlandesa que actualmente ocupa un escaño en el Segunda Cámara de los Estados Generales para el período legislativo 2012-2017 por el Partido del Trabajo.